# 1947-es Giro d’Italia

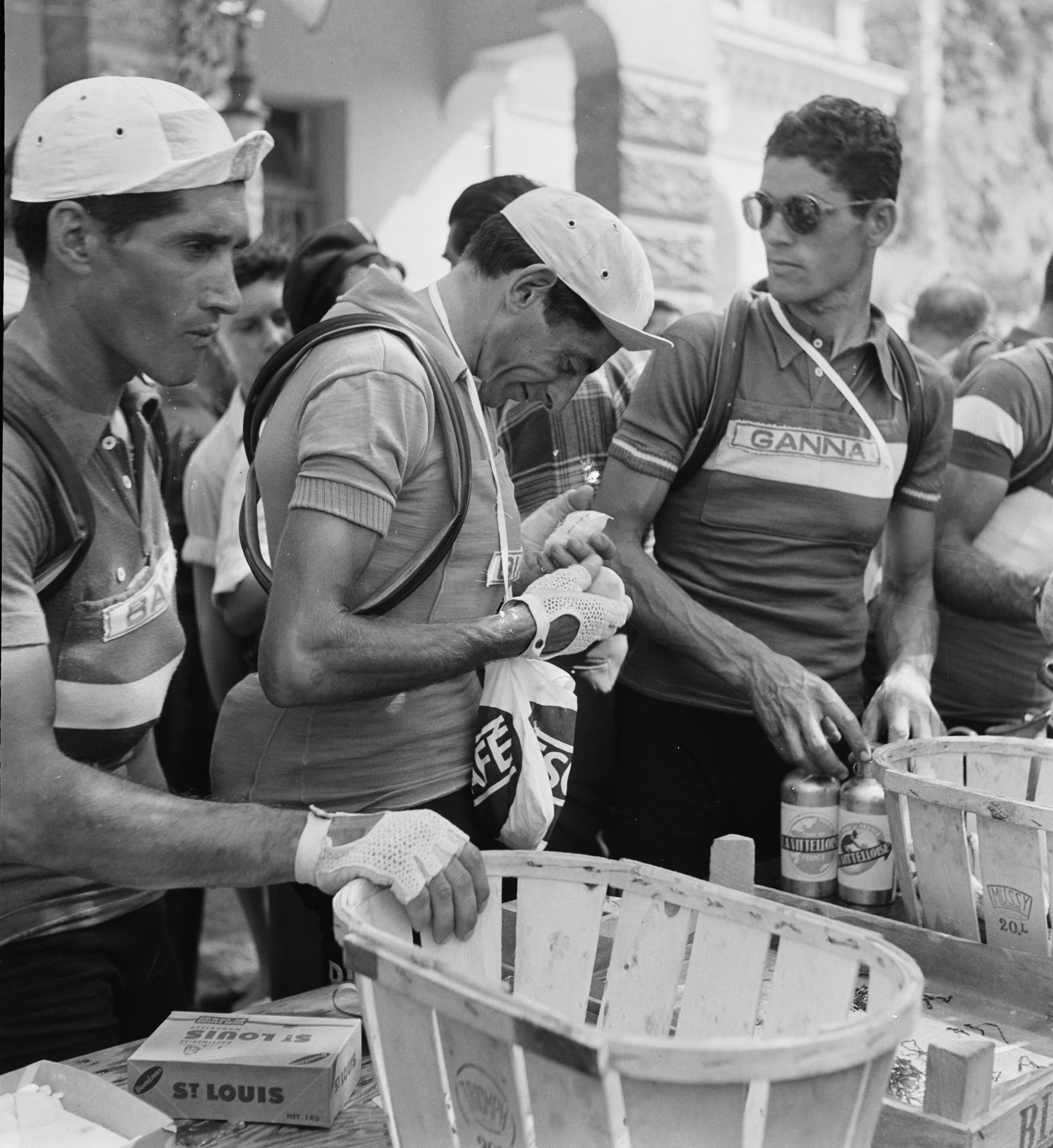
A verseny győztese, Fausto Coppi

Az 1947-es Giro d’Italia volt a 34. olasz kerékpáros körverseny. Május 24-én kezdődött és június 15-én ért véget. Végső győztes az olasz Fausto Coppi lett.

## Végeredmény
|    | Versenyző        | Idő            |
| -- | ---------------- | -------------- |
| 1  | Fausto Coppi     | 115 óra 55' 07 |
| 2  | Gino Bartali     | + 1' 43        |
| 3  | Giulio Bresci    | + 5' 54        |
| 4  | Ezio Cecchi      | + 15' 01       |
| 5  | Sylvère Maes     | + 15' 06       |
| 6  | Alfredo Martini  | + 19' 00       |
| 7  | Mario Vicini     | + 30' 46       |
| 8  | Salvatore Crippa | + 21' 05       |
| 9  | Fiorenzo Magni   | + 34' 07       |
| 10 | Angelo Menon     | + 35' 49       |